# César Peixoto
Paulo César Silva Peixoto (* 12. Mai 1980 in Guimarães) ist ein ehemaliger portugiesischer Fußballspieler und aktueller -trainer.
Er konnte sowohl als 10er hinter zwei Spitzen, als auch als Linksverteidiger agieren.

## Karriere

### Verein
Peixoto begann mit 19 Jahren seine Karriere beim unterklassigen Verein Caçadores Taipas. Von dort aus wechselte er zwei Jahre später in die Hauptstadt Portugals zu Belenenses Lissabon. Dort erzielte er in 22 Spielen sieben Tore und wurde als großes Talent gehandelt, welches er nach dem Wechsel zum FC Porto im Jahre 2002 bestätigen sollte. Allerdings hat Peixoto keinen Stammplatz erhalten und kam bis zur Winterpause 2005 auf 35 Einsätze, in denen er neunmal das Tor traf. Zur zuletzt genannten Winterpause wechselte der damals 25-jährige Portugiese per Leihe in seine Heimatstadt und trug sechs Monate lang das Trikot von Vitória Guimarães. In der Zeit war er Stammspieler, spielte aber nur selten über 90 Minuten durch. Zur Saison 2006/07 wurde er abermals verliehen, dieses Mal an Espanyol Barcelona, wo er allerdings keinen einzigen Einsatz erhielt, was auch an seiner Verletzung in Form eines Kreuzbandrisses lag. Somit war er nicht mehr auf seinem alten Niveau und wechselte zur Saison 2007/2008 zu Sporting Braga, wo er als Stammspieler auftrumpfte und zwei Jahre lang erfolgreich verbrachte. Als Peixoto dann erfuhr, dass der Rekordmeister Benfica Lissabon an ihm interessiert sei, lehnte er eine Nominierung für die UEFA-Europa-League-Qualifikationsspiele gegen IF Elfsborg ab und wurde umgehend suspendiert. Am 7. August 2009 einigten sich beide Clubs auf einen Transfer, und Peixoto wechselte wie schon 2001 in die Hauptstadt, dieses Mal jedoch zu Benfica. Am 6. Januar 2012 beendete er seinen Vertrag mit Benfica und unterzeichnete einen Vertrag bei Gil Vicente FC.

### Nationalteam
César Peixoto feierte sein Debüt für das Nationalteam am 20. November 2008 gegen die Nationalmannschaft Brasiliens, als er in der 84. Minute zum Stand von 5:2 für Maniche eingewechselt wurde.

## Erfolge
- FC Porto
  - UEFA Champions League: 2003/04
  - UEFA-Cup: 2002/03
  - Portugiesischer Meister: 2002/03, 2003/04, 2005/06
  - Portugiesischer Pokalsieger: 2003/04
  - Portugiesischer Super-Cup: 2002, 2003
- Benfica Lissabon
  - Portugiesische Meisterschaft: 2010
  - Taça da Liga: 2010